# Antieslavismo
El Antieslavismo , también conocido como eslavofobia, una forma de racismo o xenofobia, referido a las diversas actitudes negativas hacia los pueblos eslavos, la mayoría de manifestaciones comunes claman la inferioridad de las naciones eslavas respecto a otras etnias.

## Historia
Las manifestaciones antieslavistas se remontan por lo menos a la Edad Media. Las tensiones entre el Iglesia católica y Iglesia Ortodoxa, la religión dominante de la gran mayoría de la población eslava, propagadas por el estereotipo de la barbarie eslava.

### La Alemania Nazi
El antieslavismo fue notable en la Alemania nazi sobre todo durante la Segunda Guerra Mundial, junto al antisemitismo. Se dirige contra el pueblo eslavo.
En su libro, Mein Kampf, Adolf Hitler se refiere a los pueblos eslavos de Rusia como «inferiores masas soviéticas», utilizando la palabra 'eslavo' como 'esclavo'. Hitler pensó que los pueblos de este origen deberían «seguir siendo esclavos durante siglos». Esta fue probablemente una referencia al Imperio otomano, Austria-Hungría, donde los eslavos no fueron fortalecidos y sí explotados.